# Камелія Жордана
Камелія́ Жордана́ Ріа́д-Аліуа́н (фр. Camélia Jordana Riad-Aliouane), відома як Камелія́ Жордана́ (фр. Camélia Jordana; нар. 15 вересня 1992, Тулон, Франція) — французька співачка та акторка.

## Біографія
Камелія Жордана народилася 15 вересня 1991 року в Тулоні. Батько має кабільське походження, а мати-алжирка, народжена в Орані на північному заході Алжиру. У Камелії є старша сестра і молодший брат. Майже відразу після народження Камелії її сім'я переїхала в Ла-Лонд-ле-Мор.
У 16 років Камелія взяла участь у кастингу сьомого сезону музичного шоу «Nouvelle Star», де під час прослуховування виконала пісню «What a Wonderful World» легендарного джазового музиканта Луї Армстронга. Завдяки своїй незвичайній зовнішності та джазовому вокалу, Камелія пройшла кастинг. У результаті Жордана пройшла у фінал шоу та зайняла почесне третє місце, після чого підписала контракт з лейблом «Sony Music» і випустила свій перший альбом «Camélia Jordana».
У перший тиждень після виходу альбому Камелії було продано понад 10160 копій. У перший день трансляції на «ITunes Store» сингл «Non, non, non» з альбому зайняв третє місце за продажами у Франції і Бельгії та 48 у Швейцарії. Через вісім місяців після виходу було продано понад 110 тисяч копій альбому. У 2011 році Жордана отримала номінацію на премію «Греммі».
У 2012 році Камелія Жордана дебютувала як акторка у фільмі Клемана Мішеля «Клод у допомогу», в якому зіграла роль Мелані. У 2014 році акторка знялася в драмі Паскаля Феррана «Люди і птахи», який був номінований на «Золоту пальмову гілку» на Каннському міжнародноиу кінофестивалі. У цьому ж році Жордана випустила свій другий альбом під назвою «Dans la peau».
У 2017 році Камелія Жордана знялася в комедійному фільмі Со Абаді «Шукайте жінку» (в український прокат стрічка виходить 18 березня 2018) та зіграла роль Нейли Салах у комедії Івана Атталя «Блискучий», за яку була номінована на здобуття кінопремії «Люм'єр» 2018 року в категорії Багатонадійна акторка та отримала премію «Сезар» 2018 року в аналогічній категорії.

## Дискографія

### Альбоми
| Рік  | Альбом          | Найкраща позиція | Найкраща позиція     | Найкраща позиція |
| Рік  | Альбом          | [ 14 ]           | франкомовна Бельгія2 | [ 14 ]           |
| ---- | --------------- | ---------------- | -------------------- | ---------------- |
| 2010 | Camélia Jordana | 7                | 12                   | 36               |
| 2014 | Dans la peau    | 15               | 29                   | 70               |

2  (Франкомовна Бельгія) Classement single

### Сингли
| 2010                                                              | Non non non (Écouter Barbara)                   | —  | 3 | 3  | 48 | Camélia Jordana          |
| 2010                                                              | Calamity Jane                                   | —  | — | —  | —  | Camélia Jordana          |
| 2011                                                              | Moi c'est                                       | —  | — | 35 | —  | Camélia Jordana          |
| 2013                                                              | Je ne t'ai jamais aimé (Babx & Camélia Jordana) | —  | — | —  | —  | Drones personnels (Babx) |
| 2014                                                              | Dans la peau                                    | 95 | — | —  | —  | Dans la peau             |
| «—» означає, що назва не класифікується або не випущена в країні. |                                                 |    |   |    |    |                          |

1  Цифрове ранжування (Classement digital)

2  франкомовна Бельгія. Ранжування синглу

## Фільмографія
| Рік  |    | Українська назва | Оригінальна назва            | Роль             |
| ---- | -- | ---------------- | ---------------------------- | ---------------- |
| 2012 | ф  | Клод у допомогу  | La stratégie de la poussette | Мелані           |
| 2013 | тф | Непокірні        | Les mauvaises têtes          | Фанні            |
| 2014 | ф  | Люди і птахи     | Bird People                  |                  |
| 2015 | кф | Пощастило леді   | L'heureuse élue              | Джеміля          |
| 2015 | ф  | Я увесь твій     | Je suis à vous tout de suite | Кенза            |
| 2015 | ф  | Разом або ніяк   | Nous trois ou rien           | Маріам           |
| 2015 | с  | Останні пантери  | The Last Panthers            | Саміра           |
| 2016 | ф  |                  | La fine équipe               |                  |
| 2017 | ф  | Шукайте жінку    | Cherchez la femme            | Лейла            |
| 2017 | ф  | Блискучий        | Le brio                      | Нейла Салах      |
| 2018 | ф  |                  | Curiosa                      | Зухра Бен Брахім |

## Визнання
| Рік             | Категорія/Нагорода        | Фільм     | Результат | Результат |
| --------------- | ------------------------- | --------- | --------- | --------- |
| Премія «Люм'єр» |                           |           |           |           |
| 2018            | Багатонадійна акторка     | Блискучий | Номінація | [ 11 ]    |
| Премія «Сезар»  |                           |           |           |           |
| 2018            | Найперспективніша акторка | Блискучий | Перемога  | [ 13 ]    |